# Бельфонтен (Валь-д’Уаз)
Бельфонтен (фр. Bellefontaine) — муниципалитет во Франции, в регионе Иль-де-Франс, департамент Валь-д'Уаз. Население — 485 человек (1999).
Муниципалитет расположен на расстоянии около 29 км севернее Парижа, 31 км восточнее Сержи.

## Демография
Динамика населения (Cassini и INSEE):